# 嶧縣
嶧縣，山東省舊縣名。故治在今棗莊市嶧城區，為舊嶧縣治所。

## 沿革[1]
自古以來，嶧城封域多變，時有損益。嶧之名，一說來於嶧南葛嶧山（俗叫天柱山）；一說因嶧境多山，眾山連絡為繹，「繹」與嶧同。
- 嶧在夏商周時為古鄫子國。夏王杼時，封其次子曲烈於鄫（今蘭陵縣西北），至魯襄公六年（前567年）為莒所滅。
- 戰國時期，嶧為楚國蘭陵。
- 秦統一，實行郡縣制，歸薛郡
- 漢承秦制，屬東海郡，始置承縣（治所在今區駐地西）為東海郡38縣之一。
- 漢武帝元封五年（前106年）全國設十三刺史部，今嶧城區境內有承、陰平、建陽、都陽、傅陽等縣，屬徐州刺史部東海郡。王莽代漢，一度更名承治縣。 東漢時有承、陰平、傅陽等縣。
- 三國時屬魏徐州東海郡，境內仍有漢代所設諸縣。
- 西晉初沿襲舊制，元康元年（291年），晉惠帝置蘭陵郡，屬徐州，轄蘭陵、承、戚、合鄉、昌慮五縣，治所即在今嶧城。
- 東晉十六國時，先後為後趙、前燕、前秦所轄，均屬蘭陵郡。南朝宋時，東南部為東海郡，西北部為蘭陵郡，時蘭陵郡治向西北移至昌慮（今滕州境）。
- 北魏時為徐州承縣。
- 北齊設蘭陵郡，治所在今嶧城。
- 隋代屬彭城郡。隋開皇三年（583年）承縣屬徐州，十六年（596 年）改承縣置繒州，大業二年（606年）廢繒州，改為蘭陵縣。
- 唐初複名承縣，屬河南道沂州。
- 宋代屬京東東路沂州之琅琊郡。
- 金明昌四年置嶧州，下領承縣。明昌六年（1195年）復改承縣為蘭陵縣，屬山東西路之邳州，至元二年（1265年）廢。
- 元代屬中書省益都路嶧州，下領蘭陵縣。明洪武二年（1369年）降州為縣，
- 洪武十八年（1385年）嶧縣改屬兗州府。清時仍屬山東省兗州府。
- 中華民國時期屬山東省魯西南區。
- 1949年年底，嶧縣屬山東省台棗專區。1953年7月屬濟寧專區。1960年1月，經中国國務院批准，撤銷嶧縣建制，設立棗莊市（縣級），仍轄原嶧縣行政區域，隸屬濟寧專區。